# Скандикс
Скандикс (лат. Scandix) — род травянистых растений семейства Зонтичные (Apiaceae), распространённый преимущественно в Средиземноморье.

## Ботаническое описание
Невысокие однолетние травянистые растения. Корни тонкие. Стебли одиночные, прямые или приподнимающиеся, ветвистые от основания или в верхней части. Листья дважды-трижды перисторассечённые; конечные сегменты узколинейные или почти нитевидные; черешки длинные, тонкие; влагалища невздутые.
Соцветия — конечные и ложносупротивные листьям сложные зонтики, 1—6-лучевые, обычно без обёрток; листочки обёрточек немногочисленные. Цветки почти все обоеполые, частично тычиночные. Зубцы чашечки незаметные или отсутствуют. Лепестки белые. Плоды продолговато-цилиндрические, 2—7 см длиной.

## Виды
Род включает 12 видов:
- Scandix aucheri Boiss. — Скандикс Оше
- Scandix australis L. — Скандикс южный
- Scandix balansae Reut. ex Boiss.
- Scandix blepharicarpa O.Cohen
- Scandix damascena Bornm.
- Scandix iberica M.Bieb. — Скандикс грузинский
- Scandix palaestina (Boiss.) Boiss.
- Scandix pecten-veneris L. typus[1] — Скандикс гребенчатый, или Скандикс гребень Венеры
- Scandix persica Marloth — Скандикс персидский
- Scandix stellata Banks & Sol. — Скандикс звёздчатый
- Scandix turgida (Boiss. & Balansa) Boiss.
- Scandix verna O.Cohen